# Ray-Ban Wayfarer

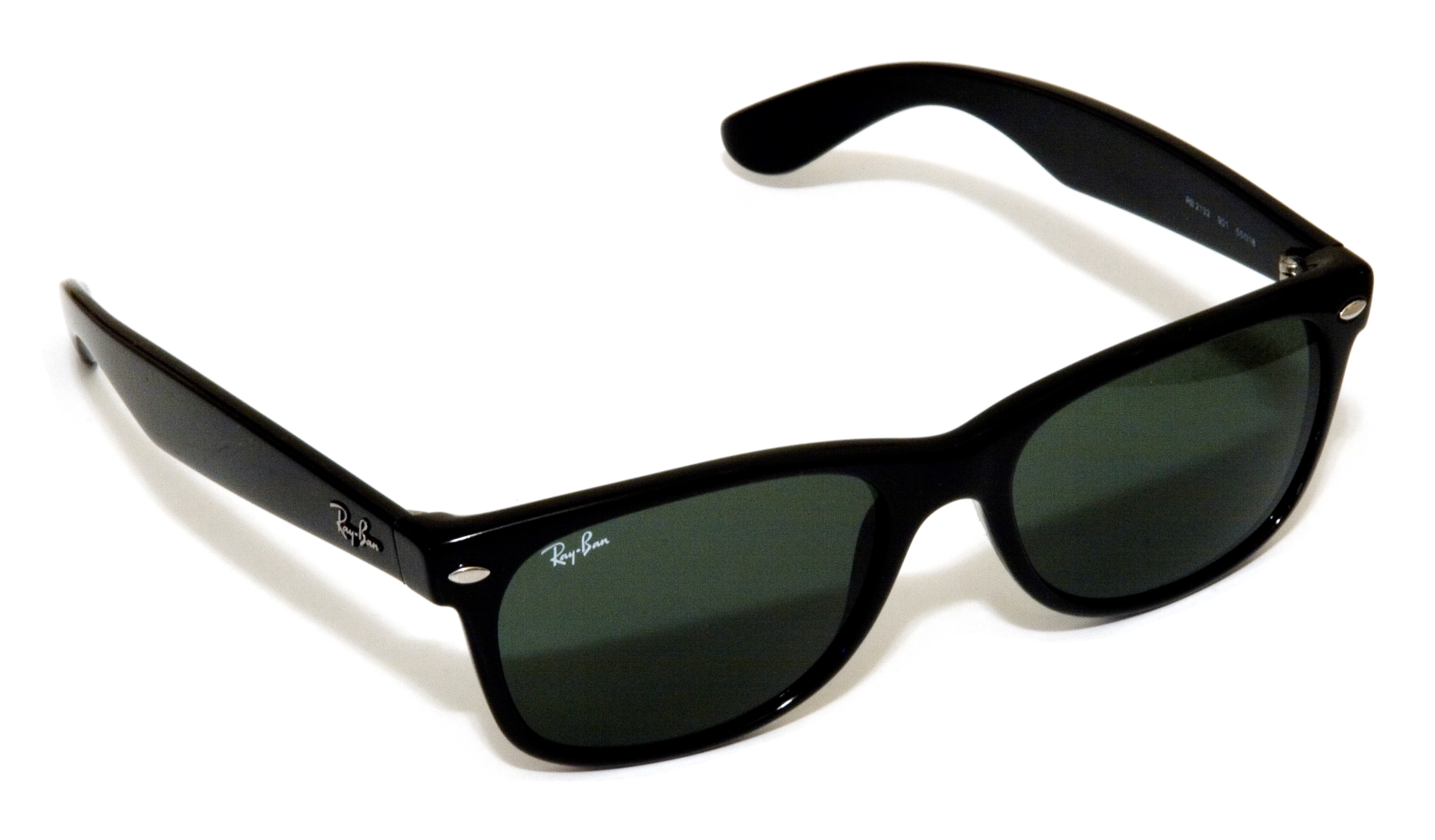
Gafas de sol Ray-Ban Wayfarer, modelo RB2140 901L.

Ray-Ban Wayfarer es un modelo de gafas de sol fabricado por Ray-Ban desde 1953. Su diseño supuso una ruptura con las tradicionales monturas metálicas. El modelo disfrutó de gran popularidad en la década de 1960. 
A pesar de que el modelo fue cayendo en ventas desde mediados de la década de 1970, un lucrativo acuerdo comercial firmado en 1982 para publicitar las Wayfarer a través del cine y la televisión renovó su éxito comercial. Las Wayfarer son citadas habitualmente como el modelo de gafas más vendido e imitado de la historia.

## Historia
El modelo Wayfarer fue creado en 1952 por Raymond Stegeman, un diseñador que registró docenas de patentes para Bausch & Lomb, empresa antecesora de Ray-Ban. Las Wayfarer marcaron la transición entre las gafas clásicas de montura metálica y las modernas monturas de plástico. El diseño, que supuso una novedad comercial, encajó en la característica revolución estética de los años 1960.
Al igual que las Ray-Ban Aviator, las Wayfarer fueron concebidas originalmente como gafas de sol para pilotos. A pesar de haber sido dirigidas a un público eminentemente masculino, comenzaron a crecer en popularidad entre las actrices de Hollywood. Kim Novak fue retratada con Wayfarer en la Costa Azul en 1954, y Marilyn Monroe elevó el modelo a la categoría de "objeto de culto". La película Desayuno con diamantes (1961), donde Audrey Hepburn aparecía llevando las clásicas Wayfarer de concha de tortuga, supuso un punto de inflexión en el reconocimiento del modelo. Las voluminosas gafas de Hepburn son un ejemplo de la forma inicial del modelo, cuyo diseño sufrió varias modificaciones a lo largo de la historia.
Durante las décadas de 1950 y de 1960, diversas personalidades públicas, incluyendo Bob Dylan, John Lennon, James Dean, Roy Orbison y Andy Warhol, fueron reconocidas por llevar Wayfarer como un elemento característico de su imagen, contribuyendo a forjar la leyenda del modelo.
A principios de la década de 1990 volvieron a popularizarse gracias, sobre todo, a sus apariciones en películas.